# Cadira No. 14

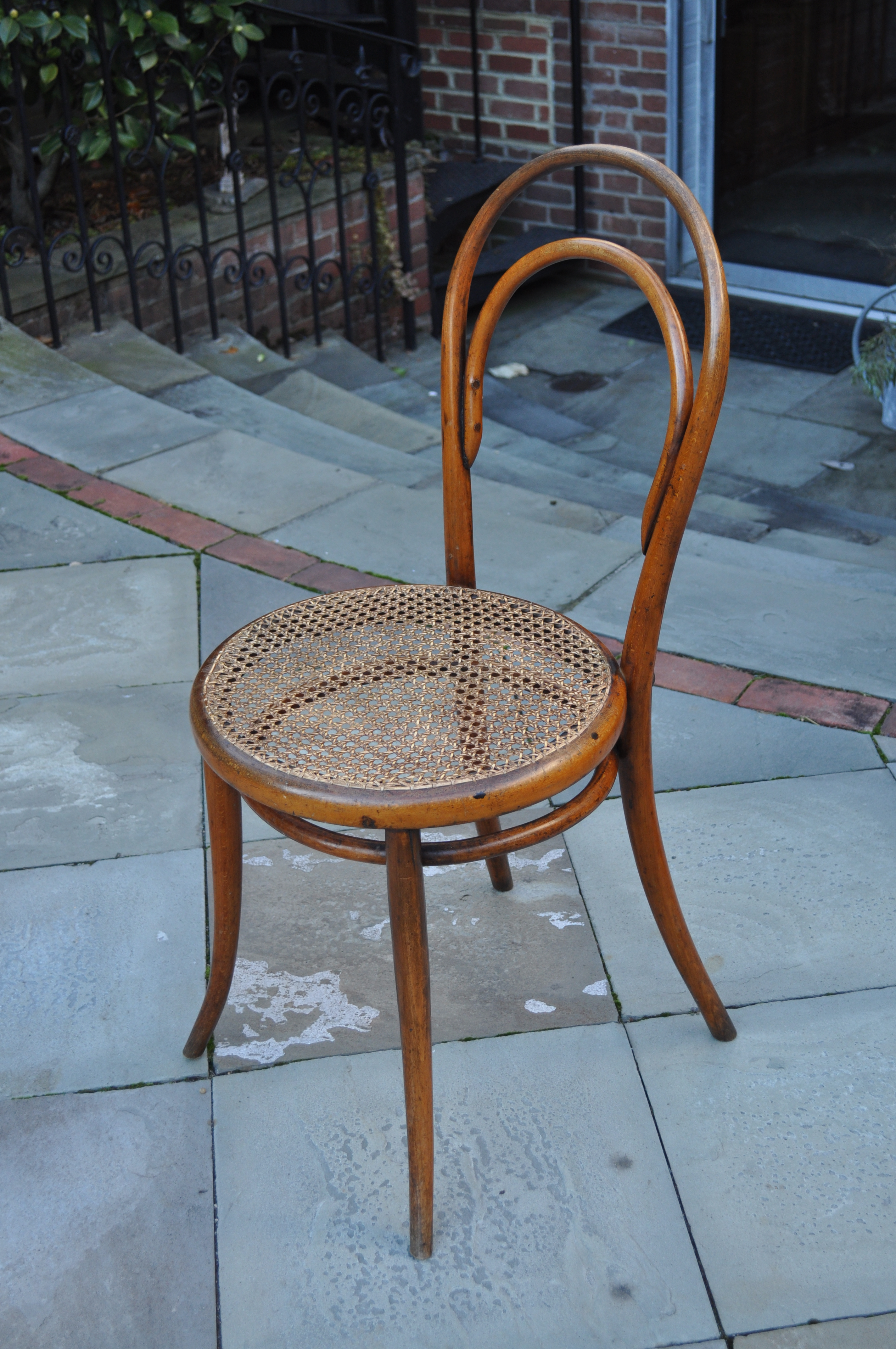
Versió original sense tirants que mostra el seient de canya

La cadira No. 14 és la cadira més famosa fabricada per l'empresa de cadires Thonet . També coneguda com la " cadira de bistrot ", va ser dissenyada per Michael Thonet i introduïda el 1859, convertint-se en el primer moble produït en massa del món. Està fet amb fusta doblegada (doblat al vapor), i el disseny va requerir anys per perfeccionar-se. Amb el seu preu assequible i el seu disseny senzill, es va convertir en una de les cadires més venudes mai fetes. Entre 1859 i 1930 es van vendre uns 50 milions de número 14, i des de llavors se n'han venut milions més.

## Construcció
El número 14 de Thonet estava feta de sis peces de fusta doblegada al vapor, deu cargols i dues femelles. Les peces de fusta es feien escalfant llistons de faig a 100 °C (212 °F), pressionant-los en motlles corbats de ferro colat i assecant-los a uns 70 °C (158 °F) durant 20 hores. Les cadires podrien ser produïdes en massa per treballadors no qualificats i desmuntades per estalviar espai durant el transport.
Les cadires posteriors, com s'il·lustra aquí, es van fer amb vuit peces de fusta: s'hi van afegir dos tirants diagonals entre el seient i el respatller, per reforçar aquesta articulació tan treballada.
El disseny era una resposta a un requisit de cadires d'estil cafeteria. El seient sovint estava fet de canya teixida o de palma, perquè els forats del seient permetrien que el líquid vessat s'escorregués de la cadira.
La cadira núm. 14 encara és produïda per Gebrüder Thonet, Viena. Ton, i per Thonet (com 214).

## Disseny clàssic
La cadira núm. 14 és àmpliament considerada com un clàssic del disseny. Va guanyar una medalla d' or quan es va mostrar a l'Exposició Mundial de 1867 a París. Ha estat elogiat per molts dissenyadors i arquitectes, inclòs Le Corbusier, que va dir: "Mai no es va crear un disseny millor i més elegant i un element elaborat amb més precisió i pràctic".

## Redisseny

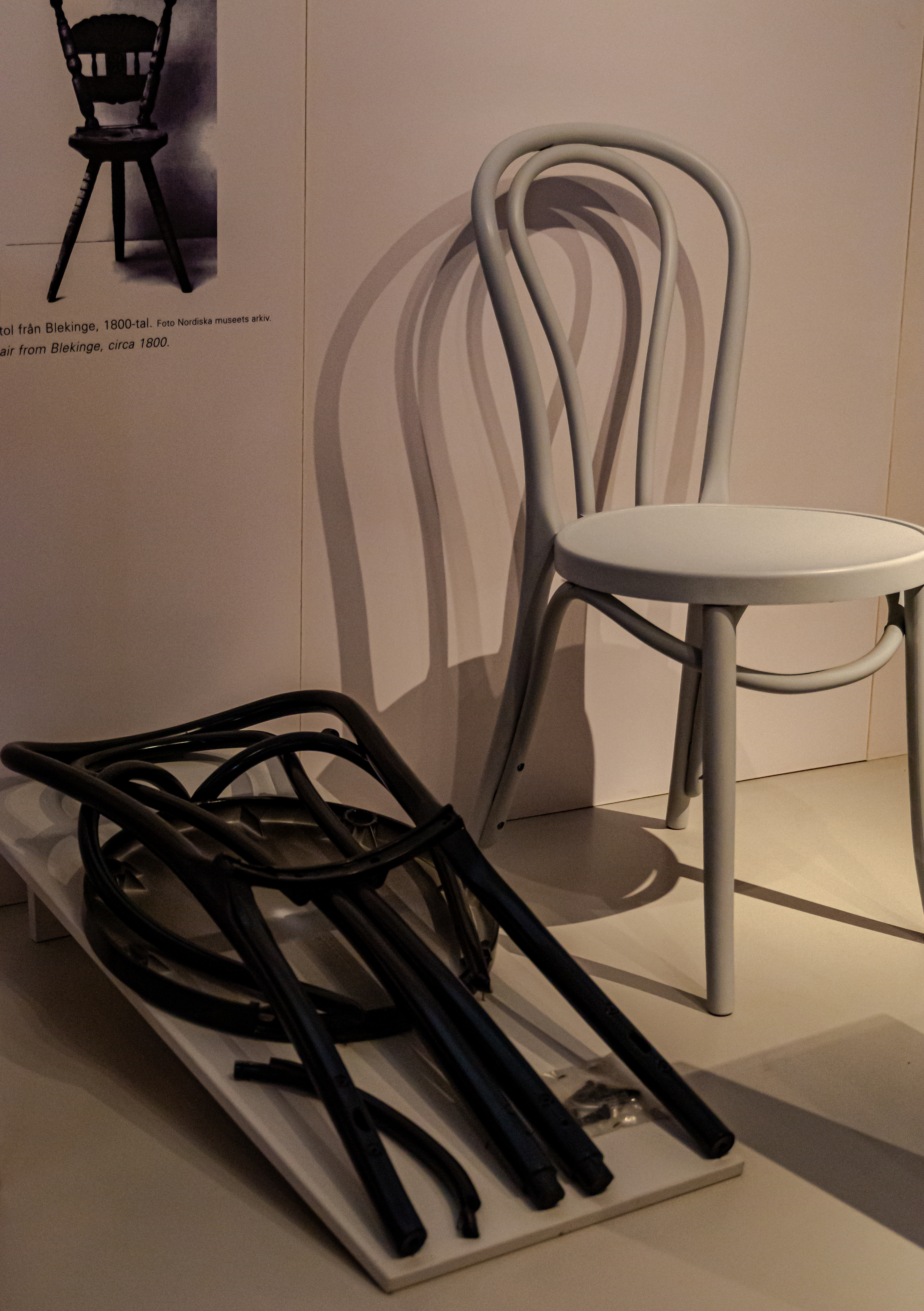
Una imitació de plàstic compost de 1961

Com que el disseny original és ara de domini públic, hi ha hagut moltes versions noves. L'any 1961, IKEA en va fer una versió de plàstic. El 2009, la cadira va ser redissenyada per James Irvine, un dissenyador anglès, i va ser venuda al detall per Muji, una empresa japonesa. Roland Ohnacker, director general de Thonet, va afirmar que l'objectiu era "ajudar els joves de 18 a 35 anys a entrar al món de la marca Thonet".